# Эффект Пастера
Эффе́кт Пасте́ра — прекращение брожения в присутствии кислорода. Открыт Луи Пастером в 1857 году. Пастер показал, что аэрация дрожжевого бульона ускоряет рост дрожжей, в то время как в анаэробных условиях скорость роста уменьшается.
С точки зрения физиологии суть эффекта заключается в переключении микроорганизмов с анаэробного энергетического обмена (брожения) на аэробный (дыхание), значительно более энергетически выгодный.

## Объяснение эффекта
Эффект объясняется тем, что, поскольку дрожжи являются  факультативными анаэробами, они могут получать энергию, используя два разных метаболических пути. При низкой концентрации кислорода, продукт гликолиза — пируват, превращается в этанол и углекислоту с низким выходом энергии (2 моля АТФ на моль глюкозы). Если концентрация кислорода высока, пируват превращается в ацетил-КоА, который затем может использоваться в цикле Кребса, что увеличивает эффективность до 38 моль АТФ на 1 моль глюкозы .
В анаэробных условиях скорость метаболизма глюкозы быстрее, но количество образованного АТФ (как уже было упомянуто), меньше. В аэробных условиях скорость гликолиза уменьшается, так как повышение концентрации АТФ аллостерически ингибирует фермент фосфофруктокиназу 1, третий фермент пути гликолиза. Таким образом, для дрожжей более выгодно использование Цикла Кребса в аэробных условиях, так как для синтеза большего количества АТФ требуется меньшее количество глюкозы.